# Horta vrasta
La horta vrasta (en griego, χόρτα βραστά ‘hierba hervida’) es un sencillo plato tradicional griego que consiste en hierbas silvestres comestibles que se recolectan y se escalfan en agua hirviendo. Luego se dejan enfriar, se aliñan con aceite de oliva y zumo de limón, y se sirven como ensalada. 
En la cultura culinaria griega existe mucha tradición de consumo de hierbas silvestres, que en griego se denominan horta (pl. de χόρτο horto, ‘hierba’), que en un sentido amplio se puede traducir como ‘hierba comestible’, y más específicamente se refiere a las cerrajas (género Sonchus). Es costumbre en la Grecia rural salir al campo a recolectar hierbas silvestres comestibles como quien va a buscar setas.

## Ingredientes y preparación
Esta ensalada se compone de una mezcla de hojas frescas de plantas comestibles, que varían dependiendo de la región, de la temporada del año o del gusto de cada familia. Hay unas 80, entre las cuales, cabe destacar:
- borraja (Borago officinalis)
- bleda silvestre (Beta vulgaris subsp. maritima)
- rabaniza negra (Hirschfeldia incana)
- col rizada (Brassica oleracea var. sabellica)
- diente de león (Taraxacum officinale)
- hinojo (Foeniculum vulgare)
- cerraja o cerrajón (Sonchus oleraceus)
- mostaza de campo (Sinapis arvensis)
- hierba mora (Solanum nigrum)
- espárrago de pobre (Blitum bonus-henricus)
- alcaparra o taperera (Capparis spinosa)
- escarola o achicoria (Cichorium intybus)

Después de hervir las hojas, se cuela el agua y se ponen a escurrir mientras se enfría. El resultado es un plato de color verde oscuro que se sirve frío, aliñado con aceite de oliva y zumo de limón. Los griegos disfrutan de este plato como mezze (tapa griega), como primer plato, o como acompañamiento a otros platos locales.